# Michel Jean Joseph Brial
Michel Jean Joseph Brial, llamado respetuosamente Dom Brial, (Perpiñán, 26 de mayo de 1743 - París, 24 de mayo de 1828) fue un historiador y editor francés, monje benedictino de la congregación de San Mauro. 
Hijo de Ignace Brial y de Thérèse Roig, oriundos respectivamente de Baixas y Pia en el Rosellón, a los 21 años de edad fue admitido en el monasterio de Notre-Dame de la Daurade que la congregación de San Mauro tenía en Toulouse. Tres años después recibió las órdenes menores, y en 1770 las de diácono y presbítero. 
En 1771 fue enviado al monasterio de Blancs-Manteaux de París, que fue su residencia hasta que en 1790, durante la Revolución francesa, la Asamblea Nacional Constituyente suprimió las órdenes religiosas por ley. Disuelta la congregación de los mauristas, Brial continuó con su labor literaria a instancias del Instituto de Francia, en el que ingresó en 1805 formando parte de la Academia de las inscripciones y lenguas antiguas hasta su muerte en 1828. 
Como editor e historiador destacan sus colaboraciones con François Clément en la redacción de "Recueil des historiens de France" que Martin Bouquet había comenzado en 1733, publicando seis tomos más tras la muerte de aquel, la corrección y reedición de "L'art de vérifier les dates" de Charles Clémencet, y la participación en la "Histoire littéraire de la France" comenzada por Antoine Rivet, además de redactar una cantidad considerable de artículos sobre historia y literatura incluidos en las "Mémoires de l'Académie".